# Valentijn Lietmeijer
Valentijn Lietmeijer (Groningen, 8 mei 1991) is een Nederlands voormalig professioneel basketballer.

## Carrière
In het seizoen 2010–11 kwam Lietmeijer bij GasTerra Flames van de bank en speelde hij enkele wedstrijden.
In 2011 vertrok hij naar Aris Leeuwarden, en hier groeide hij uit tot rotatiespeler. In zijn eerste seizoen werd hij verkozen tot DBL Rookie of the Year.
In het seizoen 2013–2015 speelde Lietmeijer voor Landstede Basketbal.
In juni 2015 tekende Lietmeijer een contract voor 3 jaar bij SPM Shoeters Den Bosch.
Hierna keerde hij in 2017 terug bij Aris Leeuwarden, maar kwam door blessureleed nauwelijks meer in actie. In Juni 2018 besloot hij te stoppen met het basketbal op professioneel niveau.

## Erelijst
Nederland
- 1x DBL Rookie of the Year (2012)
- 1x NBB-Beker (2016)